# Запис Рацића храст (Белица)
Запис Рацића храст (Белица) се налази на парцели чији је власник Рацић Милица.

## Локација
| Општина             | Јагодина                                                                    |
| Катастарска општина | Белица                                                                      |
| Потес               | Кључ                                                                        |
| Координате          | 43° 56′ 05″ С; 21° 07′ 57″ И / 43.934800000000003° С; 21.132400000000001° И |
| Надморска висина    | 192m                                                                        |

## Карактеристике
Дендрометријске вредности утврђене на терену и сателитским снимцима:
| Стабло                     | Храст |
| Висина стабла              | m     |
| Обим дебла                 | m     |
| Пречник крошње             | 20m   |
| Пречник дебла              | m     |
| Висина дебла до прве гране | m     |

## База записа
Запис је у оквиру Викимедија пројекта "Запис - Свето дрво" заведен под редним бројем 1128.